# Église de la Madone del Poggio
L'église de la Madone del Poggio est une église catholique située à Saorge, en surplomb des gorges de Saorge, en France.

## Localisation
L'église est située dans le département français des Alpes-Maritimes, sur la commune de Saorge.

## Historique
Après 941, Ardouin le Chauve, marquis de Turin, a conquis sur les Sarrasins Vintimille et devient comte de Vintimille, puis les villes de Tende, La Brigue et Saorge auxquelles il a accordé des droits rappelés dans une charte datée de 1041. En 1258, à la suite des affrontements entre les comtes de Vintimille, les comtes de Provence et la république de Gênes, Saorge est donnée aux comtes de Provence. La partie basse de la Roya est devenue génoise, Tende et La Brigue est restée aux comtes de Vintimille et Tende. En 1388, Saorge a fait partie des nouvelles terres de Provence qui se sont données aux comtes de Savoie. Le comté de Tende est devenu une possession des ducs de Savoie en 1588.
La première mention de l'église apparaît dans un cartulaire de l'abbaye de Lérins, le 4 janvier 1092. Saorge se trouve sur un itinéraire reliant le littoral ligure aux Alpes et la plaine padane en passant par la vallée de la Nervia et la vallée de la Roya, avant de devenir une étape sur la route du sel reliant Nice à Coni.
Une charte dite charte de Tende, rédigée dans les années 1060 - 1080, montre l'importance du patrimoine alleutier de la haute vallée de la Roya et l'existence de communautés de tenanciers libres. 
Le texte de la donation définit le lieu à la fois comme une cappellam et une ecclesiam. Il est donc possible qu'il existait déjà une église paroissiale à Saorge, mais les donateurs devaient considérer que le lieu de la donation, bien que secondaire, serait une église patrimoniale pour les habitants de Saorge. Il est donc probable que la chapelle Sainte-Marie soit en fait une absidiole de l'église paroissiale. L'église paroissiale Saint-Antoine, différente de l'église prieurale, remonterait au XIIIe siècle avant du brûler en 1465 et d'être remplacée par l'église Saint-Sauveur. C'est ce que semble montrer un accord intervenu en 1215 sur le partage des droits.
La donation est confirmée par l'évêque de Vintimille, dont dépend Saorge, le 4 octobre 1092.
Il n'existe pas de texte permettant de suivre les travaux de construction de l'église. C'est donc à partir de l'analyse architecturale de l'église que des dates et des phases de construction ont pu être avancées par Jacques Thirion.
Le premier état de l'église remonte à la fin du XIe siècle, avant la signature de l'acte de donation. L'église n'avait que la nef centrale avec abside avec une voûte en cul-de-four, précédée d'une travée droite. La nef est alors charpentée. 
Juste après la donation, les deux collatéraux avec leurs absidioles ont été ajoutés par l'abbaye de Lérins. C'est aussi au même moment qu'a été réalisée la partie basse du clocher car elle est liée à l'absidiole nord mais il était moins élevé que le clocher actuel et devait se limiter aux trois premiers niveaux, différents des trois niveaux supérieurs par leur style.
Un prieuré existe à Saorge au XIIe siècle car le cartulaire de Lérins indique pour l'année 1177 Guilielmi Bertrami prioris Saurgii.
À la fin du XIIe siècle ou au début du XIIIe siècle, l'église a été voûtée. Les murs collatéraux de la nef centrale sont rehaussés et ouverts par des arcatures pour assurer la communication entre les nefs. 
La donation de 1092 indique pour Saorge un castrum et un burgus. Il devait déjà exister un château, à l'emplacement de ce qui a été le château Saint-Georges, et un habitat dispersé. En 1215 intervient un arbitrage sur les droits paroissiaux entre l'abbaye de Lérins et la cure de Saorge. Le pape Alexandre IV confirme la possession de l'abbaye de Lérins, en 1260.
D'autres donations sont faites pour accroître les biens du prieuré. Un texte de l'abbaye de Lérins précise qu'en 1353 le prieuré abrite un prieur et deux moines.
En 1464, l'abbaye de Lérins est mise en commende. La commende va faire passer l'entretien des biens comme secondaire. Le syndic de Saorge écrit en 1468 à l'abbé de Lérins pour se plaindre que l'église est mal couverte et qu'il pleut à l'intérieur. Le clocher menace ruine et une des cloches est brisée.
Les peintures qui encadrent la porte d'entrée nord portent la date de « (M)CCCCLXX.. » soit entre 1470 et 1489. Ces peintures correspondent pourtant à une période où le syndic de Saorge se plaint du manque d'entretien mais en écrivant à l'abbé de Lérins que «les hommes de Saorge pour la majeure part font enterrer leur cadavre dans la dite église ou dans son cimetière». Les peintures de l'église retrouvées dans l'abside et sur le mur nord ont probablement été financées par des paroissiens pour améliorer la décoration de l'église, peut-être à la suite de l'incendie de l'église paroissiale Saint-Sauveur, en 1465. Ces dernières peintures représentent des scènes de la vie de la Vierge. Il église aussi une peinture représentant sainte Lucie dans la première travée de la nef, plus tardive (XVIe siècle). Ces peintures de la nef ont été classées en 1982. Par comparaison stylistique et la date de réalisation les ont fait attribuer à Giovanni Baleison. Elles rappellent les peintures faites dans la chapelle Saint-Sébastien de Venanson.
En 1468, le clocher est mentionné comme ruiné. Sur le côté nord du clocher a été posée une plaque avec une inscription portant la date de 1511. C'est probablement à cette date que sa restauration et le rehaussement du clocher ont été achevés.
Le 11 mai 1498 un nouvel accord est passé entre le curé de Saint-Antoine et le prieur de Notre-Dame sur le partage des droits des deux parties.
L'église est modifiée au XVIe siècle en transformant les communications entre le vaisseau central et les collatéraux. Elles sont passées de trois à deux par côté, une ouverture plus grande, sans toucher à la première travée occidentale. Les deux arcades s'appuient sur un poteau cylindrique par l'intermédiaire d'un chapiteau. Le percement de ces arcades a endommagé les fresques de la nef centrale.
Un rapport d'une visite apostolique faite le 22 février 1587 indique que l'église est en assez bon état et ne nécessite que des petites réparations. Un rapport fait au début du XVIIe siècle confirme le bon état de l'église.

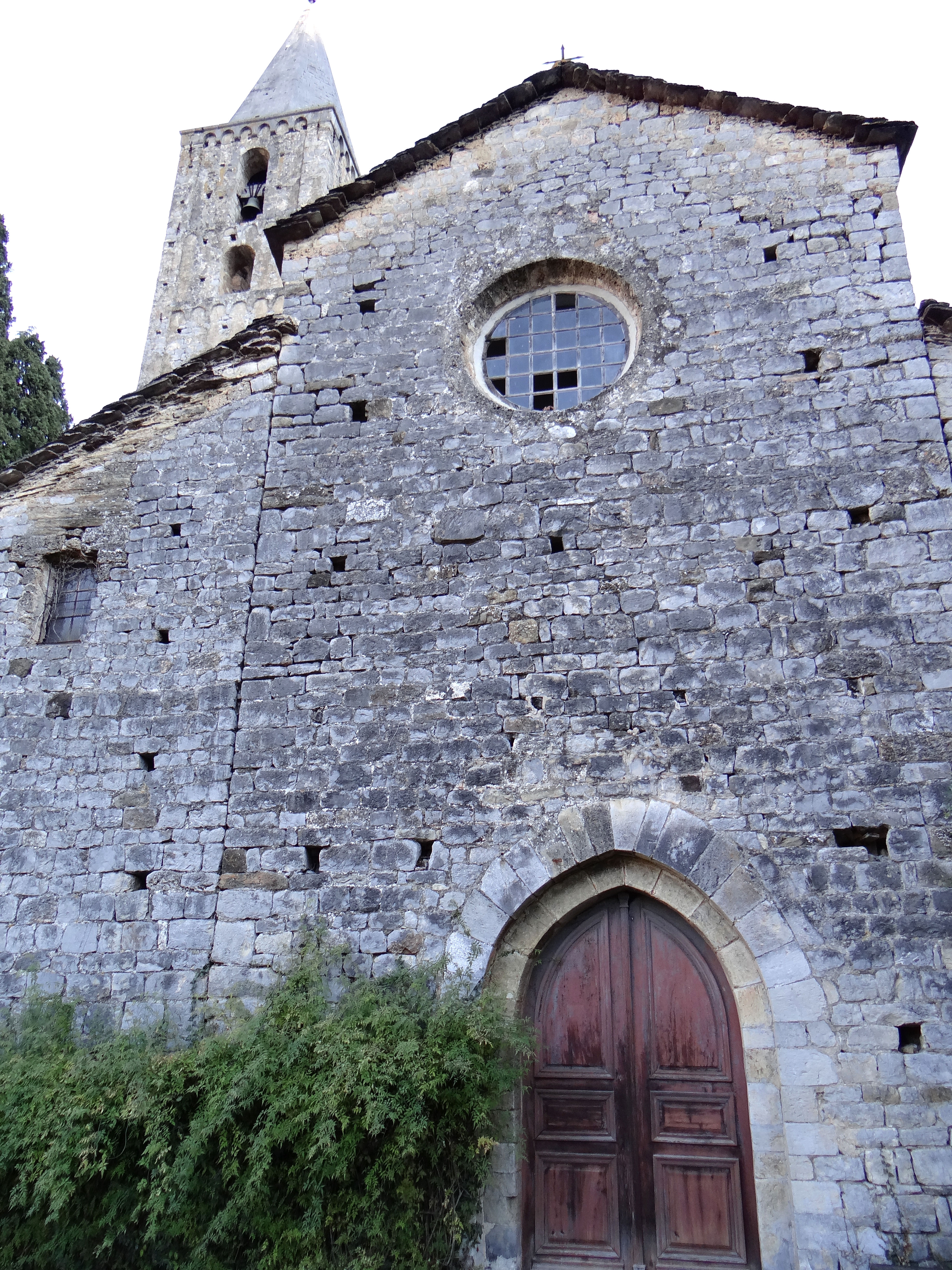
La façade occidentale où on peut voir le joint séparant la nef centrale et le collatéral nord, et la porte avec l'oculus percés au XVIe siècle

C'est au XVIe siècle qu'ont dû être ouverts la porte et l'oculus de la façade occidentale. Jusqu'à cette date, l'entrée se faisait par la porte percée dans le mur latéral nord. D'après Joseph Cabagno, ce percement a été fait à la suite de la visite de 1587.
Les moines résidèrent dans le prieuré jusqu'en 1652.
Le 10 mai 1656, les biens du prieuré sont arrentés à Jean Thomas Pachiaudi avec obligation d'assurer le service divin. Le 10 septembre 1668, l'abbé de Lérins les donne en emphytéose à Jean-François Daveo.
Une sacristie est ajoutée contre le clocher au XVIIe siècle. 
L'église est fermée à l'arrivée des troupes françaises en 1794. Elle est achetée en 1795 par la famille Daveo.
Mgr Jean-Baptiste Colonna d'Istria, évêque de Nice rend l'église du prieuré au culte le 26 juin 1823. Saorge fait partie de l'évêché de Nice depuis le concordat de 1801. Les peintures de la nef sont recouvertes d'un badigeon à la demande de l'évêque de Nice, Mgr Galvano (1833-1855). Elles ont été redécouvertes après un débadigeonnage, en 1966.
La sacristie a été transformée en poste de douane au XIXe siècle.
Des restaurations du service des Monuments historiques ont été faites en 1909, pour le clocher, et 1938, pour les couvertures.
L'église de la Madone del Poggio a été classée au titre des Monuments historiques le 15 novembre 1913.

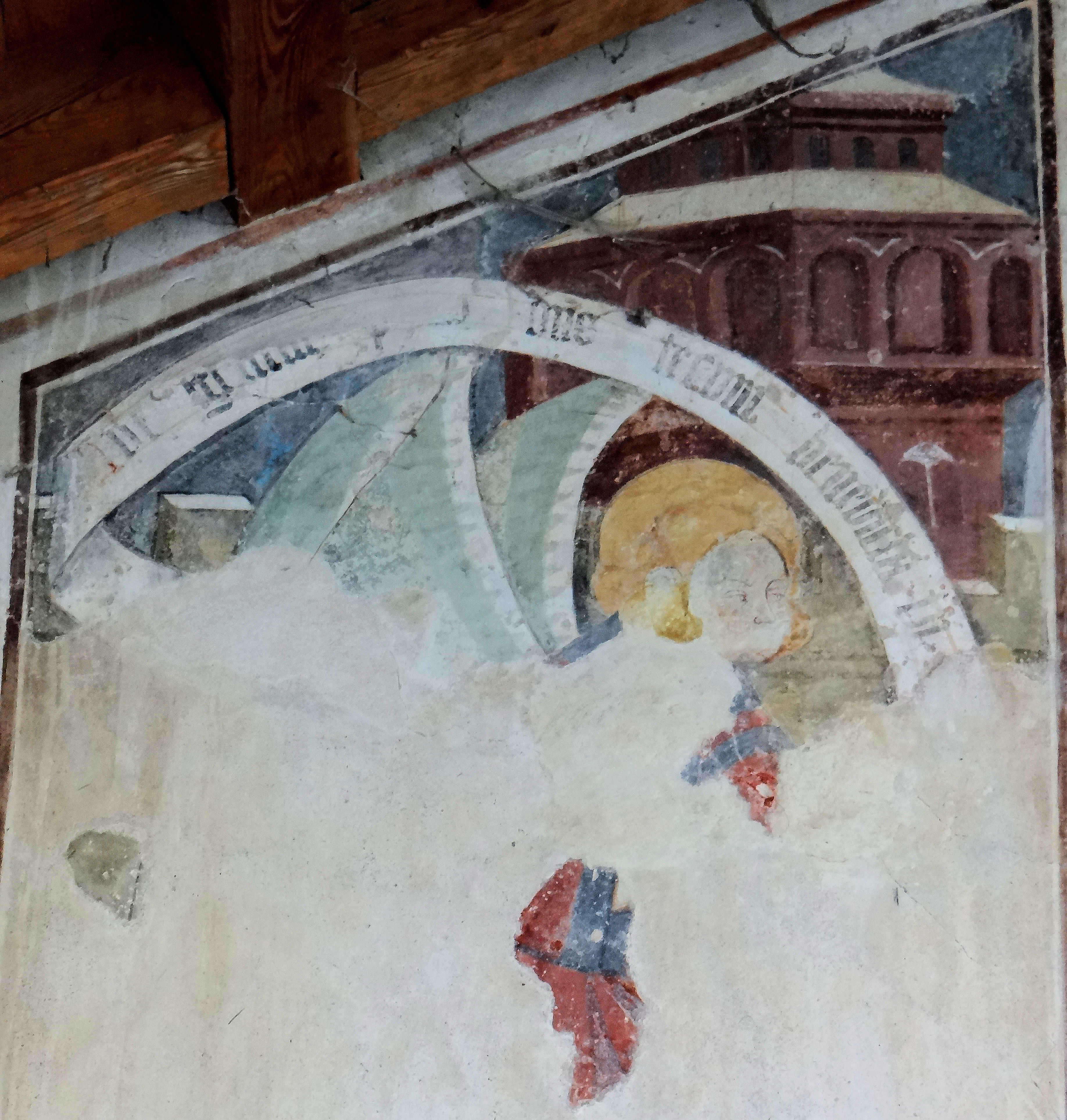
Un ange de l'Annonciation peint à gauche de la porte nord
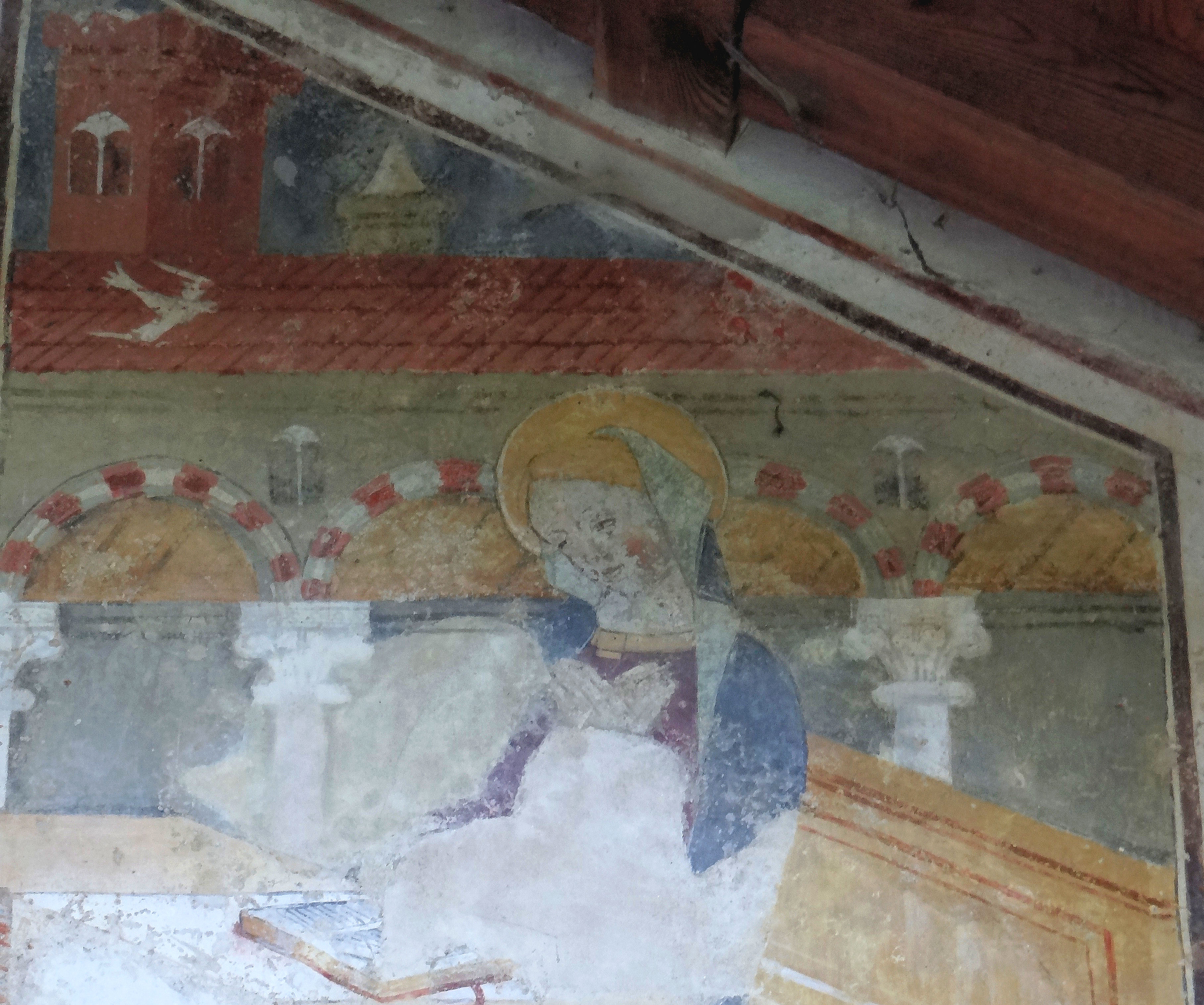
La Vierge de l'Annonciation peinte à droite de la porte nord
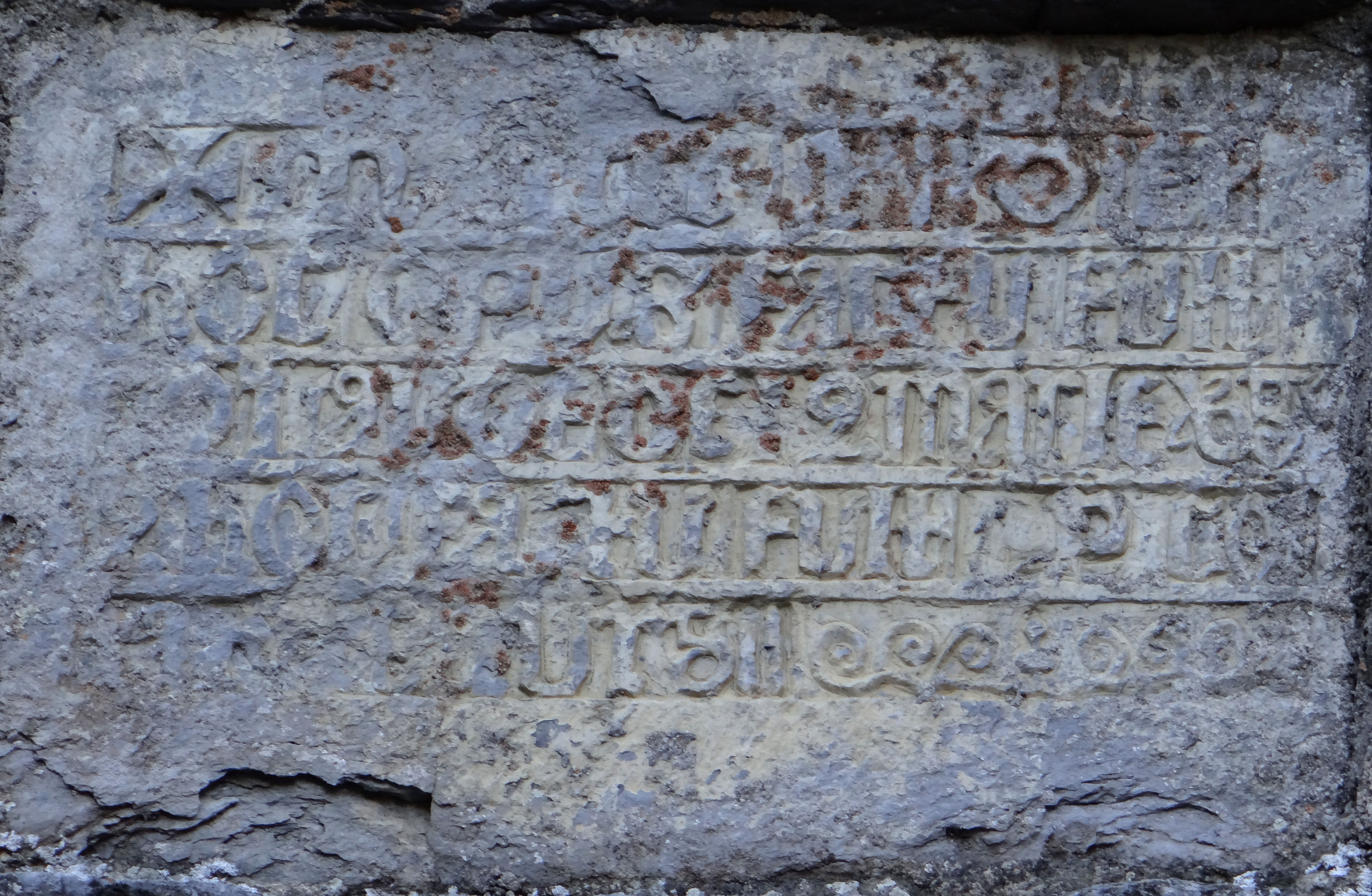
Inscription sur la face nord du clocher